# 莫蘭山
莫蘭山（Har Meron，Jabal al-Jarmaq）是以色列的一座山峰，在猶太人在信仰中有特殊地位。莫蘭山位於以色列北部，海拔高度1,208（3,963英尺），是以色列綠線區域內最高的山峰。1965年，以色列政府設立了莫蘭山自然保護區。

## 踩踏事件
2021年4月30日，莫蘭山發生踩踏事故，45人遇難。